# Lennep
Lennep è uno dei quattro distretti (Stadtbezirk) in cui si divide la città tedesca di Remscheid.

## Suddivisione
Il distretto di Lennep si divide in 13 quartieri (Stadtteil):
- 501 Lennep Altstadt
- 502 Lennep Nord
- 503 Stadtgarten
- 504 Lennep Neustadt
- 505 Lennep West
- 506 Hackenberg
- 507 Henkelshof
- 508 Hasenberg
- 509 Trecknase
- 510 Grenzwall
- 511 Engelsburg
- 512 Bergisch Born Ost
- 513 Bergisch Born West